# 13957 NARIT
13957 NARIT este un asteroid din centura principală de asteroizi.

## Descriere
13957 NARIT este un asteroid din centura principală de asteroizi. A fost descoperit pe 07 ianuarie 1991 la Observatorul Siding Spring de Robert H. McNaught. Asteroidul prezintă o orbită caracterizată de o semiaxă mare de 2,71 ua, o excentricitate de 0,30 și o înclinație de 14,7° în raport cu ecliptica.